# Destination Nunataks
Destination Nunataks är en bergstopp i Antarktis. Den ligger i Östantarktis. Nya Zeeland gör anspråk på området. Toppen på Destination Nunataks är 2 565 meter över havet.
Terrängen runt Destination Nunataks är platt åt sydväst, men åt nordost är den kuperad. Trakten är obefolkad. Det finns inga samhällen i närheten. 